# Dado largo

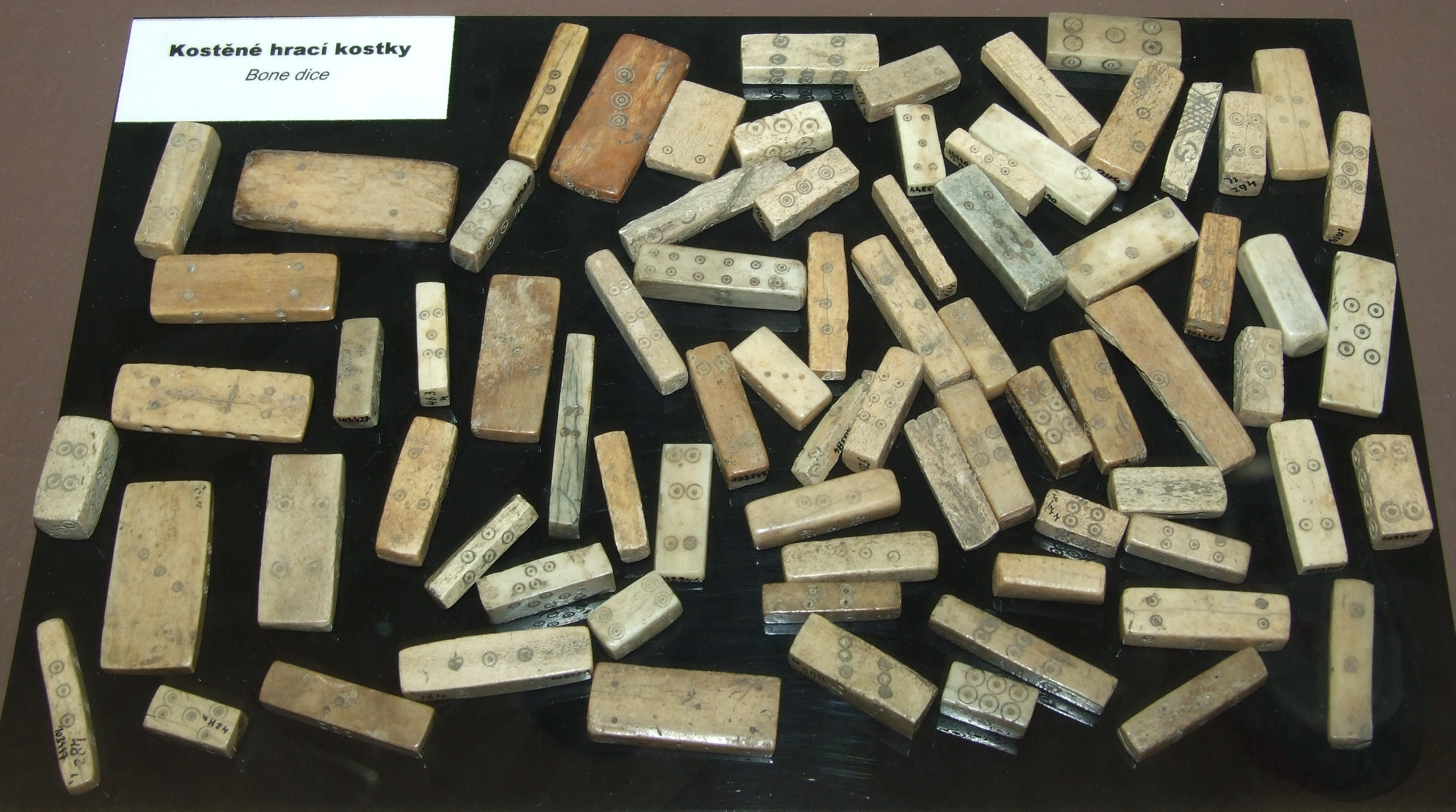
Colección de dados largos antiguos, la mayoría de cuatro caras, de Bohemia, Moravia, y Eslovaquia.

Un dado largo (a veces llamado dado oblongo o palo) es un tipo de dado, a menudo prismas bastos, diseñados para caer sobre algunos de sus diversas facetas laterales marcadas, pero no en alguno de sus dos extremos. Caer sobre un extremo es un evento muy raro dada la relación de aspecto alargada del dado, lo que resulta en una inestabilidad implícita en altura del dado. Numerosos dados además tienen los extremos redondeados para eliminar casi por completo la posibilidad de que caiga sobre uno de sus extremos (por lo menos sobre una superficie lisa horizontal).
Entre las ventajas del diseño del dado largo se encuentran que es relativamente fáciles de fabricar dados razonables con un número impar de caras, y (para dados de cuatro caras) son más fáciles de rodar que un tetraedro (como los que se encuentran en muchos juegos de rol).

## Cuatro caras (prismas cuadrados)

Un dado daldøs de cuatro caras, "desarrollado" a la derecha mostrando una de sus configuraciones estándar.

Tanto el dado cúbico como el dado largo de cuatro caras han sido encontrados en sitios que se remontan al tercer milenio a. C. de la  civilización del valle del Indo; estos están marcados de diversas maneras con puntos y anillos, líneas, y signos del valle del Indo. Aún hoy en la India los dados largos están marcados con diseños de puntos y anillos, y los dados largos mostrados arriba predominan en Europa Central. En India, los dados largos (pasa) son usados para jugar Chaupar (un pariente del Pachisi); las caras pueden estar marcadas con los valores 1-3-4-6 o 1-2-5-6, si bien los dados largos indios más antiguos estaban marcados 1-2-3-4.
Dados similares fueron utilizados por pueblos germánicos antes del Período de las grandes migraciones. Estos comprenden dados ovoides distintivos tipo Westerwanna (así denominados en referencia al sitio donde inicialmente fueron descubiertos en Baja Sajonia); los mismos  miden unos 2 cm de largo y están marcados con puntos y anillos de valores 2-3-4-5.
El dado largo es utilizado en juegos escandinavos de Daldøs (generalmente marcados A-II-III-IIII o X-II-III-IIII) y Sáhkku (con marcas similares que incluyen X-II-III-[vacío]); estos dados son tan cortos que sus caras casi son cuadrados, y por lo tanto tienen extremos piramidales.

## Más caras (prismas n-gonales)

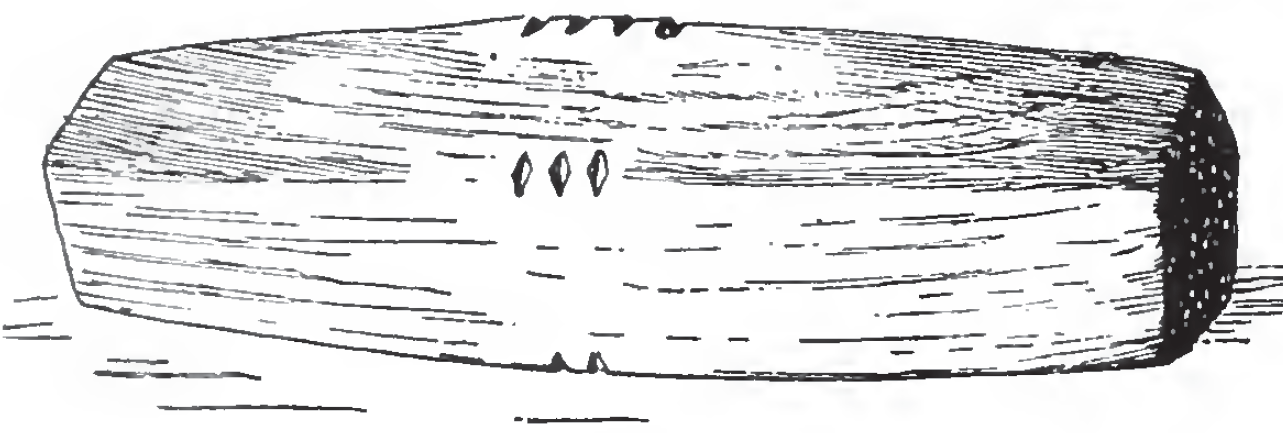
Dado largo de cinco caras del juego coreano de Los Dignatarios; las marcas indicando los valores están talladas en los bordes, dado que en un dado largo con un número impar de caras un borde siempre quedará para arriba.

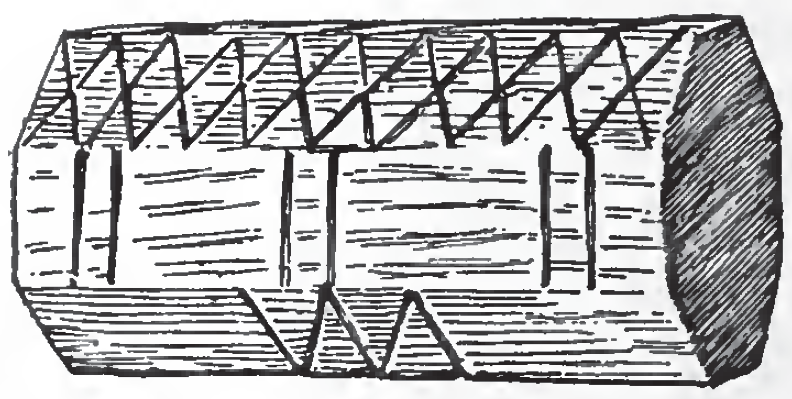
Lang Larence ("Lawrence largo"),un dado largo tradicional de Inglaterra.

Un dado largo de cinco caras (prisma pentagonal) es usado en el juego coreano de Los Dignatarios.
El owzthat y formas similares de cricket de lápiz (un juego de simulación de cricket) usan dos dados largos de seis caras (prismas hexagonales similares a segmentos de un lápiz).
Si bien el Lang Larence ("Lawrence largo") tradicional inglés a veces tenía cuatro caras, por lo general tiene ocho facetas (prisma octogonal), y si bien muestra solo cuatro valores diferentes (cada valor es indicado en dos caras).
| Marca      | Denominación   | Resultado                       |
| ---------- | -------------- | ------------------------------- |
| XXXXXXXXXX | "Flush"        | Toma todas las fichas del pozo  |
| \|         | "Put doan two" | Pone dos fichas en el pozo      |
| \/\/\      | "Lave all"     | No toma ni coloca ninguna ficha |
| \|         | "Sam up one"   | Toma una ficha del pozo         |

El juego de apuesta jugado con el Lang Larence es el mismo que por lo general se juega con una perinola. Una perinola es en esencia un dado largo (aunque no necesariamente físicamente largo) con un eje que le permite girar y evita se recueste sobre un lateral. Si bien muchas perinolas (por ejemplo el dreidel) tienen cuatro caras, los mismos pueden tener el número de caras que se desee.

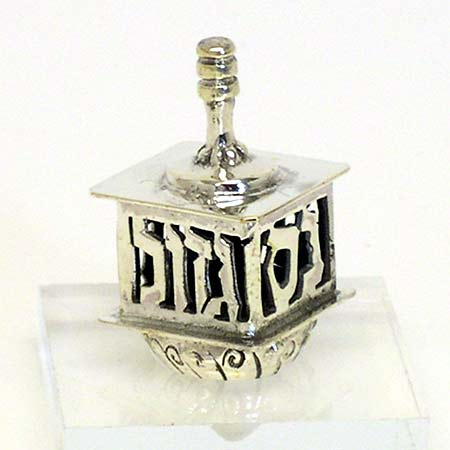
Dreidel de cuatro caras
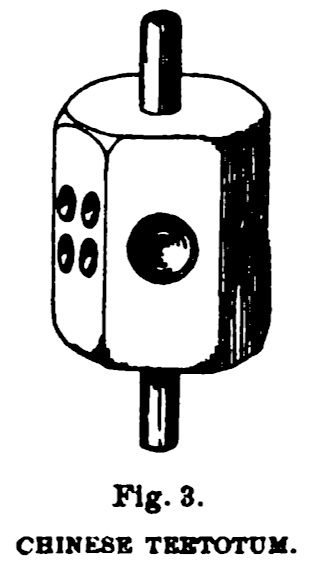
Perinola china de seis caras
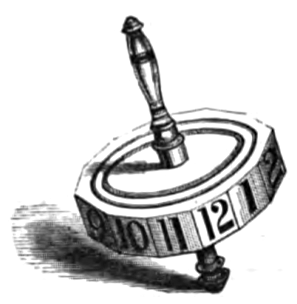
Perinola de doce caras